# Nináns
Nináns es una aldea española situada en la parroquia de Luaña, del municipio de Brión, en la provincia de La Coruña, Galicia.

## Demografía
| Gráfica de evolución demográfica de Nináns entre 2000 y 2018 |
|                                                              |
| Datos según el nomenclátor publicado por el INE.             |

## Área recreativa
Muy cerca de la aldea se encuentra la playa fluvial de Ninans, construida en el mismo cauce del río Pego.
Las instalaciones fueron inauguradas a principios de la década de los noventa y contaba con dos piscinas; una para niños y otra para adultos; tres vestuarios, WC, zonas de césped y descanso, y un pequeño aparcadero para vehículos. 
La zona fue muy popular en la años 90 y 2000, atrayendo a niños y jóvenes locales así como visitantes de otros lugares. Incluso en sus primeros años se impartieron clases de natación para diferentes edades. 
Hoy en día el lugar ha perdido popularidad debido a la falta de mantenimiento y atención por parte del municipio de Brión y la disminución de jóvenes y niños locales. La piscina para niños fue eliminada, sustituyéndola por mesas y bancos para pícnic. 
En el lugar también se puede ver el antiguo muiño de piedra, que aún conserva la muela. 
En 2017, sus alrededores fueron utilizados para el rodaje de varias escenas de la serie de Mediaset España "Vivir sin permiso".